# 第8回ダヴィッド・ディ・ドナテッロ賞
第8回ダヴィッド・ディ・ドナテッロ賞（だい8かいダヴィッド・ディ・ドナテッロしょう）の授賞式は、1963年7月28日にタオルミーナで行われた。

## 受賞者一覧

### 監督賞
- ヴィットリオ・デ・シーカ（『アルトナ』）

### プロデューサー賞
- ゴッフレード・ロンバルド（『山猫』）
- ゴーモン、Trianon、Ultra Film（『Uno dei tre』）

### 主演女優賞
- シルヴァーナ・マンガーノ（『Il processo di Verona』）
- ジーナ・ロロブリジーダ（『皇帝のビーナス』）

### 主演男優賞
- ヴィットリオ・ガスマン（『追い越し野郎』）

### 外国人女優賞
- ジェラルディン・ペイジ（『渇いた太陽』）

### 外国人男優賞
- グレゴリー・ペック（『アラバマ物語』）

### 外国映画賞
- 史上最大の作戦（監督：ダリル・F・ザナック）

### ゴールデン・プレート
- モニカ・ヴィッティ（俳優、『Les quatre vérités』）
- アントワーヌ・ラルティーグ（俳優、『わんぱく戦争』）
- アレッサンドロ・ブラセッティ（監督、功労賞）